# Acoustic Samurai
Acoustic Samurai  è un album dal vivo acustico del chitarrista statunitense Paul Gilbert, pubblicato nel 2003.

## Tracce
Testi e musiche di Paul Gilbert, eccetto dove indicato.
1. Potato Head – 2:07
2. Dancing Queen (cover degli ABBA) – 3:30 (Benny Andersson, Björn Ulvaeus, Stig Anderson)
3. I Like Rock – 2:19
4. Down to Mexico – 4:57
5. Suicide Lover – 3:39 (Gilbert, Linus of Hollywood)
6. I Am Satan – 3:02 (Gilbert, Linus of Hollywood)
7. Individually Twisted – 4:10
8. Bliss – 5:33
9. Time to Let You Go – 3:14 (Donnie Vie)
10. I'm Not Afraid of the Police – 3:48
11. Three Times Rana – 4:42
12. The Second Loudest Guitar in the World – 2:04
13. Scarified – 3:41 (Gilbert, Scott Travis)
14. Heaven in '74 – 3:51
15. Maybe I'll Die Tomorrow – 3:59
16. Always for Alison – 3:20 (Juan Alderete, Gilbert, Jeff Martin, Travis)